# Softnyx
Softnyx (en coréen : 소프트닉스) est un développeur sud-coréen de jeux en ligne. La société est fondée le 4 avril 2001 et est dirigée par son directeur général, Kim Jinho. Softnyx se concentre sur le développement de jeux en ligne qui sont free to play. La société génère des revenus en vendant des objets virtuels dans ses jeux.

## Jeux

### Jeux Disponibles
- GunBound
- Rakion
- Wolfteam

### Anciens jeux
- Magic Punk

## DDoS Attack
Le 31 janvier 2008, les serveurs de jeux de SoftNYX ont été atteints par une attaque DDoS hack. Le motif de cette attaque est de ralentir les serveurs de jeu en réseau et de Softnyx, ce qui a provoqué l'impossibilité de jouer à Gunbound, Rakion et Wolfteam pour beaucoup de joueurs. Deux jours plus tard, le serveur a été remis en état. Softnyx prévoit actuellement de poursuivre le hacker.